# 554709 Magdastavinschi
554709 Magdastavinschi è un asteroide della fascia principale. Scoperto nel 2007, presenta un'orbita caratterizzata da un semiasse maggiore pari a 2,7115801 au e da un'eccentricità di 0,2093774, inclinata di 2,48230° rispetto all'eclittica.